# Rob Marshall
Rob Marshall, född 17 oktober 1960 i Madison, Wisconsin, är en amerikansk teater- och filmregissör samt koreograf.
Han har jobbat vid teatern och nominerats till flera Tony Awards. Han har även arbetat som koreograf för ett antal TV-filmer. Hans första film som regissör var en TV-version av musikalen Annie (1999). Därefter regisserade han den framgångsrika Chicago (2002), för vilken han nominerades till en Oscar för bästa regi.

## Filmografi
- 1999 – Annie
- 2002 – Chicago
- 2005 – En geishas memoarer
- 2009 – Nine
- 2011 – Pirates of the Caribbean: I främmande farvatten
- 2014 – Into the Woods
- 2018 – Mary Poppins kommer tillbaka